# まちだ胃腸病院
まちだ胃腸病院（まちだいちょうびょういん）は、医療法人弘仁会が大阪府大阪市西成区山王に設置する病院。

## 診療科
（この節の出典）
- 内科
- 消化器内科
- 胃腸内科
- 腫瘍内科
- 内視鏡内科
- 放射線科

## 医療機関の指定・認定
（下表の出典）
| 保険医療機関                       | 生活保護法指定病院           |
| 臨床研修病院                       | 肝疾患診療連携拠点病院       |
| 原子爆弾被害者一般疾病医療取扱病院 | 指定小児慢性特定疾病医療機関 |

- 救急告示病院（二次救急）[3]

## 交通アクセス
- OsakaMetro御堂筋線・堺筋線「動物園前駅」1番出口より東へ徒歩3分[4]
- JR各線・南海本線・南海高野線「新今宮駅」より東へ徒歩5分[4]
- JR各線・OsakaMetro御堂筋線・谷町線「天王寺駅」より西へ徒歩7分[4]

## 周辺
- あびこ筋（沿線）[4]
- 大阪公立大学医学部附属病院[4]
- 天王寺公園[4]